# Mozilla Application Suite
Pour les articles homonymes, voir Mozilla.
Chronologie des versions
SeaMonkey
 (novembre 2023).
Mozilla Application Suite (anciennement Mozilla (moˈzɪla), puis distribuée sous le nom de Mozilla Suite avec le nom de code SeaMonkey), était une suite Internet libre multiplateforme composée notamment d'un navigateur web, d'un client de messagerie, d'un lecteur de nouvelles, d'un éditeur HTML et d'un client IRC. Son développement a été initié par Netscape Communications Corporation, anciennement Mozilla Communications Corporation. Le développement s'est déroulé de 1998 à 2003 par la Mozilla Organisation (devenue la Mozilla Foundation en 2003), en s'appuyant sur le code source de Netscape Communicator.
Pour les versions 1.7.x, la suite était composée des applications suivantes :
- Navigator ;
- Mozilla Mail & Newsgroups, Address Book et des outils pour Palm ;
- Mozilla Composer ;
- ChatZilla ;
- Plusieurs extensions telles que DOM Inspector et Venkman.

Les versions 6 et 7 de Netscape étaient basées sur la suite Mozilla. Le développement de cette dernière s'est officiellement arrêté sur la version 1.7.13, la fondation Mozilla ayant décidé de se concentrer par la suite sur le développement de Firefox et Thunderbird.
Le développement de la suite a été poursuivi par la communauté du logiciel libre sous le nom de SeaMonkey.

## Histoire et développement

### Le projet Mozilla
Le 31 mars 1998, Netscape transmet le code source de son navigateur, conformément à une licence libre créée par l'organisation informelle mozilla.org, afin d'en superviser le développement. L'objectif était de créer un successeur à la série Netscape Communicator 4, en s'associant avec des talents extérieurs.
Aujourd'hui, Mozilla est devenu le terme générique qui se réfère au logiciel client Internet libre créé par Netscape.
Ainsi, le terme de Mozilla désigne un ensemble de techniques et non une seule en particulier. Mozilla.org (prononcer « Mozilla point org » ou l'Organisation Mozilla) est le groupe de personnes qui coordonne le projet.
Après la dissolution des équipes de développement de Netscape par AOL en 2003, une nouvelle structure est mise en place pour soutenir le projet. Il s'agit de la Fondation Mozilla, une association à but non lucratif basée en Californie et regroupant une bonne partie de Mozilla.org. Celle-ci est dotée de moyens permettant d'embaucher un certain nombre de développeurs. Des antennes locales ont également été ouvertes comme, Mozilla Europe ou Mozilla Japon.

### Historique des sorties
Ce tableau reprend quelques dates de sorties importantes dans l'histoire du projet Mozilla.
| Version     | Date de sortie   | Changements les plus importants                                                           |
| ----------- | ---------------- | ----------------------------------------------------------------------------------------- |
| Milestone 1 | 10 décembre 1998 | Connue sous le nom de Gecko Developer Release, conversion vers la base de code « raptor » |
| Milestone 9 | 26 août 1999     | Fin de la mise en place de Necko et récupération                                          |
| Mozilla 0.6 | 6 décembre 2000  | Distribution du code source sur lequel est basé Netscape 6.0                              |
| Mozilla 1.0 | 5 juin 2002      | Première sortie « officielle » (version stable), base de Netscape 7.0                     |
| Mozilla 1.4 | 30 juin 2003     | Deuxième version stable, base de Netscape 7.1                                             |
| Mozilla 1.7 | 17 juin 2004     | Troisième version stable, base des nouveaux produits Firefox et Thunderbird               |

C'est sur Mozilla 1.7.13, dernière version stable , que sont basés les nouveaux logiciels développés par la fondation, comme Firefox et Thunderbird. La dernière version de développement est Mozilla 1.8β1, parue le 26 février 2005.
Le 10 mars 2005, la fondation Mozilla annonce son intention de ne pas éditer de version 1.8 de sa suite logicielle (voir (en) le plan de transition vers un projet communautaire) pour se concentrer sur les nouveaux produits grand public à présent arrivés à maturité. La dernière version stable restera donc la 1.7.

## Fonctionnalités
Mozilla est une suite internet tout-en-un possédant de nombreuses fonctionnalités utilisées sur Internet.

### Utilisabilité
Mozilla permet la navigation par onglet, ce qui permet aux utilisateurs d'ouvrir plusieurs pages web simultanément dans une même fenêtre du navigateur. Cette fonctionnalité est écrite à l'aide de l'extension populaire MultiZilla pour Mozilla comme une base. Mozilla fait aussi partie des navigateurs à avoir très tôt adopté le blocage personnalisable des pop-up.
Mozilla dispose de nombreuses fonctionnalités aidant les utilisateurs à trouver des informations. Notamment, Mozilla fonctionne avec une recherche progressive qui s'effectue au fur et à mesure que l'utilisateur saisit le mot de sa recherche. Le navigateur se place alors directement sur la partie de la page web contenant la première occurrence et la surligne au fur et à mesure.
Mozilla permet également de définir des mots-clés associés aux marque-pages, ce qui permet d'aller sur le site web concerné en ne tapant dans la barre d'adresse que le mot-clé au lieu de toute l'adresse. Ce système permet aussi de faire une recherche lorsqu'un paramètre est donné en plus du mot-clé. Par exemple, taper « google Apple » dans la barre d'adresse reviendra à faire une recherche sur Apple à l'aide du moteur de recherche Google.
Pour le composant gérant les courriels et les groupes de nouvelles, un filtre bayésien permet de se débarrasser du pourriel après une période d'apprentissage.

### Personnalisation
Mozilla crée les extensions, qui se développent ensuite sur Firefox et Thunderbird. Grâce aux extensions, (installées via XPInstall) les utilisateurs peuvent activer de nouvelles fonctionnalités comme la navigation via les mouvements de la souris, le blocage des publicités, le basculement de proxy (serveur mandataire) et des outils de débogage.
Ce système d'extension peut être vu comme une base permettant de tester de nouvelles fonctionnalités. Parfois, une extension ou une partie de celle-ci devient partie intégrante du produit officiel (par exemple, le système de navigation par onglet de MultiZilla est devenu une partie intégrante du navigateur Mozilla).
Mozilla permet également à l'utilisateur de personnaliser l'apparence de l'interface à l'aide de paquets formés de CSS et d'images. Le site web Mozilla Add-ons en propose de nombreux. Au-delà de l'ajout de nouveaux thèmes, les utilisateurs peuvent aussi personnaliser l'interface en ajoutant ou en retirant certains boutons et barres d'outils.
De plus, Mozilla enregistre la plupart de ces préférences dans une liste accessible par les utilisateurs depuis la barre d'adresse en tapant about:config. Certaines préférences sont uniquement accessibles de cette façon, comme l'activation des icônes pour les marque-pages.

### Le respect des normes
La fondation Mozilla a porté une certaine attention aux respects des normes existantes et en particulier à celles du W3C. Mozilla respecte notamment les normes basiques comme celles du HTML, XML, XHTML, CSS, JavaScript, DOM, MathML, DTD, XSL et XPath.
Mozilla gère également les images PNG et la transparence variable.
Mozilla a également mis en œuvre la grande partie des CSS niveau 2 et commencé l'implémentation de certains modules du niveau 3. En revanche, Mozilla n'a pas réussi le test Acid2 pour ce qui concerne le HTML, les CSS, et la gestion des PNG.
Le client de messagerie et de groupe de nouvelles gère les protocoles POP et IMAP. Il gère également le protocole LDAP. La rédaction et la lecture de courriel en HTML sont tous les deux gérés.

### Une suite multiplateforme
Mozilla peut fonctionner sur un grand nombre de plateformes. Sur le site de distribution principal, Mozilla est disponible pour les systèmes d'exploitation suivants :
- la plupart des versions de Microsoft Windows (95, 98, Me, NT 4.0, 2000, XP et Server 2003) ;
- Mac OS X ;
- Linux (avec X.Org Server ou XFree86) ;
- IRIX ;
- Solaris.

Mozilla utilise le même format sur différentes plateformes pour sauvegarder les profils des utilisateurs (qui contiennent leurs configurations personnelles du navigateur), ce qui permet ainsi à un même profil d'être utilisé par plateformes, du moins si ces dernières peuvent y accéder (par exemple, si un profil est sauvegardé sur une partition FAT32, il sera accessible à la fois depuis Windows et depuis Linux). Cette possibilité est particulièrement intéressante pour les utilisateurs ayant les deux systèmes d'exploitation en dual boot sur leur machine. Toutefois, cela peut causer certains problèmes, en particulier avec les extensions.

### Internationalisation et régionalisation
Du fait que le projet concerne des personnes du monde entier, le navigateur est traduit dans de nombreuses langues (plus de 36), comme le Chichewa. Comme les messages et textes affichés aux utilisateurs sont enregistrés en tant que chaînes de caractères dans des fichiers de propriétés à l'aide de DTD, le processus d'internationalisation et de régionalisation peut être facilement effectué avec un simple éditeur de texte, même par les simples utilisateurs n'ayant aucune connaissance en programmation.

### Les outils de développement web
Mozilla est fourni avec trois outils de développement web : DOM Inspector (uniquement disponible pour le navigateur de la suite Mozilla), Venkman et JavaScript Console. Cette dernière est plus avancée que les consoles habituellement fournies avec les autres navigateurs. Venkman est un débogueur JavaScript difficile à utiliser mais convenable. Ces trois outils installés d'office peuvent être retirés (sauf la console JavaScript) dans les options d'installations.

## Critiques
Le reproche principal qui a été fait à Mozilla est l'usage des ressources (voir logiciel lourd). Certains composants, comme Mozilla Composer, ne sont pas vraiment utiles à tous les utilisateurs. Les fenêtres de configuration proposent également des options qui ne sont pas utilisées habituellement pas les utilisateurs lambda.
Certains ont fait remarquer que Mozilla prenait plus de temps à démarrer que les autres navigateurs, ce qui vient peut-être du fait de l'utilisation de sa propre mise en œuvre d'interface graphique XUL. Les autres navigateurs basés sur Gecko comme K-Meleon qui utilisent l'interface graphique native de la plateforme sur laquelle ils sont exécutés démarrent généralement plus rapidement que Mozilla. Les critiques habituelles déplorent également le fait que Mozilla utilise bien plus de mémoire que les autres navigateurs.
Les utilisateurs qui passent de IE à Mozilla rencontrent parfois des problèmes lors de l'affichage de certains sites web qu'ils n'avaient pas auparavant. Ces problèmes sont en fait pour la grande majorité dus au fait que ces sites utilisent du code spécifique à Internet Explorer (ne respectant pas les normes) ou des applet ActiveX.

## L'entrée sur le marché et la fin du projet
De 1998 à 2004, le nombre d'utilisateurs mondiaux de Mozilla est passé d'un nombre négligeable à environ 3 %. Ses utilisateurs sont pour la plupart d'anciens utilisateurs de Netscape ne voulant pas devenir dépendants d'AOL et des utilisateurs avancés souhaitant suivre l'avancement de Gecko.
Depuis la fondation Mozilla a pris la décision de se concentrer sur le développement d'applications indépendantes comme Firefox et Thunderbird. Ainsi beaucoup de nouvelles fonctionnalités et de nouveautés sont uniquement disponibles avec ces nouvelles applications indépendantes. De plus la sortie de Firefox 1.0 et son projet Spread Firefox visant à répandre son usage mondial poussent de plus en plus d'utilisateurs à passer du navigateur de l'ancienne suite internet à Mozilla Firefox. Et finalement comme aucune nouvelle version ne sortira après la 1.7.13, ses développeurs souhaitent le voir remplacé progressivement par les nouveaux navigateurs utilisant le moteur de rendu Gecko et notamment par Firefox. Courant 2006, le nombre d'utilisateurs mondiaux de la suite Mozilla diminue progressivement et représente environ 1 %. Toutefois, pour les personnes ayant apprécié l'ensemble des fonctionnalités de cette suite et souhaitant continuer de l'utiliser, les codes source du projet ont été transférés à une communauté qui poursuit son développement. Cette prolongation est désormais renommée SeaMonkey et son numéro de version reprend à 1.0 pour éviter les confusions avec les projets officiellement développés par la Fondation Mozilla.

## Les logiciels basés sur Mozilla
La fondation Mozilla propose plusieurs produits dont le produit phare est longtemps resté une suite logicielle Internet disponible sur la majorité des systèmes d'exploitation, entre autres GNU/Linux, FreeBSD, OpenBSD, NetBSD, DragonFly BSD, Unix, Mac OS et Windows. Celle-ci se voit à présent plus souvent appelée suite Mozilla ou Mozilla Suite. Son nom de code SeaMonkey a par ailleurs été repris pour désigner le projet consistant à continuer le développement de cette suite intégrée après l'annonce de son abandon par la Fondation.
La Fondation propose aujourd'hui des produits plus ciblés, se concentrant principalement sur les deux premiers :
- le navigateur web Mozilla Firefox en version stable (3.0.6) ;
- le client de courrier électronique Mozilla Thunderbird en version stable (2.0.0.19) ;
- le navigateur web pour Mac OS X Camino en version stable (1.5.5) ;
- le logiciel de suivi de bugs Bugzilla en version stable (3.0.2/3.1.2).

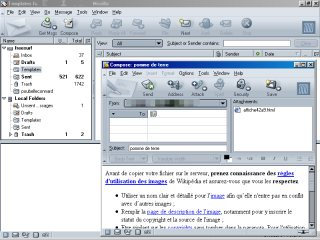
Le gestionnaire de courrier de la suite Mozilla

Son moteur de rendu HTML Gecko est utilisé depuis la version 6 de Netscape, dans Epiphany (navigateur du projet GNOME), à partir de la version 8 du navigateur du fournisseur d'accès AOL sous Mac OS X, et dans beaucoup d'autres navigateurs (Galeon, Beonex, K-Meleon, Salamander, Skipstone). Konqueror, le navigateur du bureau KDE peut également utiliser Gecko comme moteur à la place de KHTML, le moteur par défaut.
Une des parties les plus complexes de Gecko, le gestionnaire de vues (view manager), est même reprise dans la version de KHTML (renommée Webcore) utilisée par Safari, le navigateur d'Apple pour Mac OS X.
Dans d'autres catégories de logiciels, on peut citer l'éditeur HTML Nvu, développé pour Linspire, qui est basé sur le Mozilla Composeur. Certains produits utilisent même les composants de Mozilla pour réaliser des produits qui ont peu en commun avec des navigateurs. Par exemple, ActiveState utilise des technologies Mozilla pour faire son IDE Komodo, et OEONE utilise des technologies Mozilla pour construire un environnement d'exploitation.

## L'environnement de développement

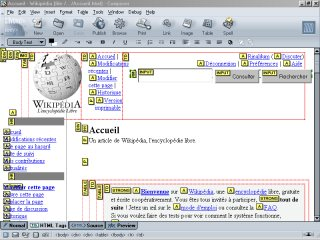
l'éditeur HTML de la suite Mozilla

Mozilla est aussi un environnement de développement dans lequel il est possible de créer des applications allant de la plus ordinaire (comme des pages web) à la plus sophistiquée, comme Mozilla, en passant par des applications de messagerie électronique et de messagerie instantanée.
En effet, de la volonté de Netscape de bénéficier d'un environnement de développement identique sur toutes les plateformes sont nées un ensemble de techniques réutilisables par d'autres logiciels désirant bénéficier de cet avantage.
En plus de son moteur de rendu, on peut penser à XUL, son langage de description d'interfaces utilisateur basé sur XML, bien avant le XAML développé par Microsoft pour son système d'exploitation, Windows Vista.
D'autres parties importantes de ce projet sont NSPR (Netscape Portable Runtime), une bibliothèque d'abstraction permettant à toutes les plateformes d'être vues de la même façon par Mozilla, et XPCOM, une structure de composants logiciels multiplateformes similaire à Microsoft COM et programmable en C++, JavaScript, Python, Perl, Ruby (un support .Net est prévu par le biais de Mono à une date ultérieure).